# Nikolaikirche (Gützkow)

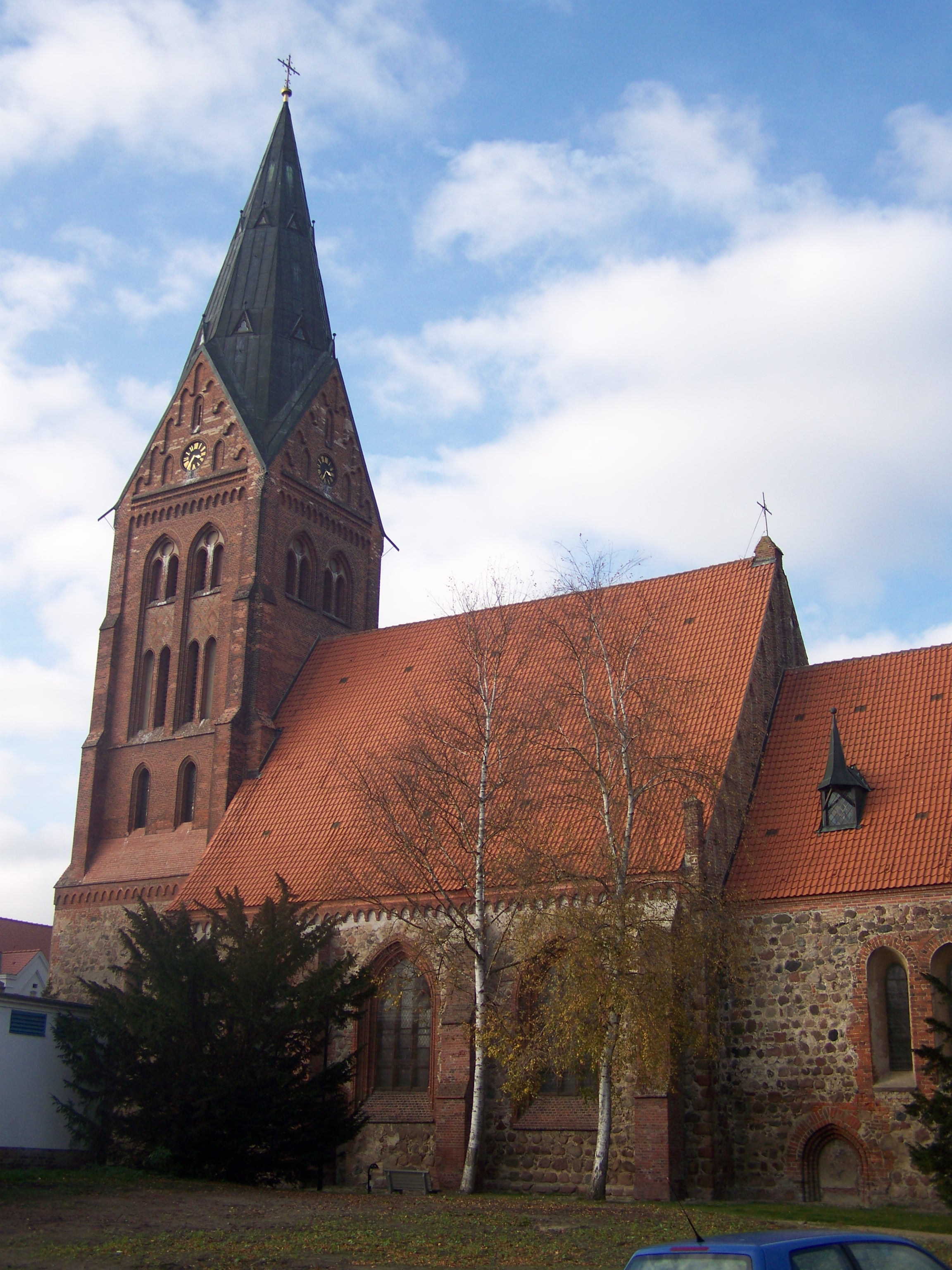
Nikolaikirche in Gützkow (2009)

Die Kirche St. Nikolai ist ein Kirchengebäude in der Stadt Gützkow im Landkreis Vorpommern-Greifswald. Sie ist die Pfarrkirche der Gemeinde Gützkow und Behrenhoff in der Propstei Demmin im Pommerschen Evangelischen Kirchenkreis der Evangelisch-Lutherischen Kirche in Norddeutschland. Bis 2012 gehörte sie zum Kirchenkreis Greifswald der Pommerschen Evangelischen Kirche.

## Geschichte
Bischof Otto von Bamberg weihte auf seiner zweiten Missionsreise nach Pommern im Jahr 1128 – Ernst von Haselberg gibt in seiner Dokumentation das Jahr 1127 an – in Gützkow eine Kirche, die dort in Pfahlbauweise anstelle einer slawischen Burg mit einem Tempel errichtet worden war. Ab 1140 wurde die Kirche über eine Schenkung des pommerschen Grafen dem neugegründeten Bistum Cammin zugewiesen. Damit gewann Gützkows Einfluss bei der Verbreitung der Christianisierung erheblich an Bedeutung. Die Stellung des seit 1219 erwähnten Leutpriesters wurde damit ebenfalls aufgewertet.
Der Nachfolgebau, eine Feldsteinkirche, wurde 1241 erstmals urkundlich erwähnt. Dies fällt auch mit der Stadtgründung zusammen, die in etwa zur gleichen Zeit, möglicherweise aber nur wenige Jahre später als im benachbarten Greifswald erfolgte. Das mit höheren Einkünften versehene Plebanat ging um 1300 an St. Nikolai in Greifswald über; Gützkow musste sich fortan mit einem Vizepleban begnügen. Im 15. Jahrhundert wurde statt der vorherigen Balken-Bretterdecke ein Kreuzrippengewölbe in das Langhaus der Kirche eingezogen. Aus dem Jahr 1837 ist ein Grundriss überliefert, der den mittelalterlichen Zustand zeigt.
Nachdem das Gebäude während des Stadtbrandes 1729 bis auf die Außenmauern, die Giebel und die Gewölbe niedergebrannt war, wurde es 1730 wieder aufgebaut. Die Glocken waren beim Brand abgestürzt und zerschellt. Noch heute sind an der westlichen Giebelwand neben dem Turm an der Südseite die Brandspuren zu sehen. 1841 wurde der Turm – der zuvor aus einem einfachen Fachwerkaufsatz bestanden hatte – neu aufgebaut, wie ein Foto von 1871 zeigt. Die Arbeiten gingen auf eine Initiative des Generalsuperintendenten Bischof Ritschl zurück, der auch Pleban in Gützkow war. An Stelle der zuvor vorhandenen Leiter ließ er eine Treppe einbauen, denn er ging davon aus, dass die nun entstandene Galerie dazu einladen würde, auf den Turm zu steigen. Zu dieser Zeit muss auch die Vergrößerung der Fenster am Kirchenschiff erfolgt sein. Es ist unklar, ob das Westportal am Turm schon zur Bauzeit seine Form erhielt oder zu einem späteren Zeitpunkt vergrößert wurde. Jahre später bemerkten Experten, dass die Plattform an der Turmspitze undicht geworden war und deutliche Bauschäden auftraten. Verschiedene Architekten legten Entwürfe vor, auch der Berliner Theodor Prüfer. Mehrmals werden die Entwürfe abgelehnt, denn auch der Superintendent hatte als Leutpriester mitzubestimmen.
Die im 21. Jahrhundert noch sichtbare Gestalt erhielt die Kirche weitgehend bei den letzten durchgreifenden Veränderungen unter dem Berliner Architekten Theodor Prüfer in den Jahren 1882 und 1883. Die beiden Seitenemporen werden demontiert; der dahin führende Treppenturm (im Foto aus dem Jahr 1871 sichtbar) wurde abgerissen, um die Nord- der Südseite anzugleichen. Zusätzliche Außenstützpfeiler wurden angebaut, dabei die Hochzeitspforte zugebaut, die Priesterpforte wurde zugemauert.
Die gesamte Innenausstattung wurde komplett erneuert, einschließlich Kanzel, Altar, Kirchengestühl und der einheitlichen neugotischen Farbglasfenster mit ihrer reichlich gegliederten Laibung. Hauptbauänderung war aber der verstärkte und hohe Turm mit der damaligen Schieferbedachung. Die Änderungen führten aber auch dazu, dass das alte Südportal nun von einem Strebepfeiler der neuen Fenstergewände teilweise verdeckt und daher zugemauert wurde. Den östlichen Pfeiler vor dem Triumphbogen im Innern ließ der Architekt abreißen, um den Blick in den Chorraum zu öffnen. Um die Statik weiterhin zu gewährleisten, musste daher an Stelle des vorhandenen Kreuzgewölbes ein Sterngewölbe im östlichen Joch eingezogen werden. Dennoch traten dadurch statische Probleme auf. Warum dies so ist, erläutert der Architekt Ulf Gernot Kirmis: Im 19. Jahrhundert war „die ansprechende Formgebung häufig wichtiger als Statik und gutes Material“. Die Kirche erhielt darüber hinaus eine Heizung.
1935 wurde die Kirche innen renoviert und die alte Ausmalung weiß übertüncht. Auch 1978 erfolgte eine Innenrenovierung, bei der die alten Ausmalungen zwar gefunden, aber auch mit Billigung von Gemeinde und Denkmalpflege wieder übermalt wurden.
1987 wurde eine Erneuerung der Turmdeckung notwendig, weil die Nägel durch die Schieferplatten durchgescheuert oder durchgerostet waren. Immer wieder kam es vor, dass bei Sturm die Schieferplatten herunterfielen. So begann die Anbringung der Bedachung mittels Kupferblech. Das 2,5 m hohe Turmkreuz wurde neu vergoldet, die Kugel wurde erneuert. Die Kirchengemeinde wurde dabei aus der Stadt, den beiden landwirtschaftlichen Kooperativen und dem Reparaturwerk Neubrandenburg unterstützt. Der im Jahr 2020 amtierende Pfarrer Jeromin weist darauf hin, dass der Kirche zu jener Zeit  der DDR als „ideologische Institution mit Argwohn und Misstrauen begegnet“ wurde.
In den 1990er Jahren wurde das Gebäude umfangreich saniert, dazu gehörten das Dach des Schiffes, die Simse und die Mauern. Durch einen Schwammbefall im Dachstuhl ergaben sich Schubkräfte auf das gesamte Gewölbe. Die Eindeckung im Kirchenschiff und im Dach wurde im Jahr 1991 für 90.000 DM vorgenommen. Im selben Jahr fand eine holzschutztechnische Untersuchung des Dachstuhls statt. Dabei ergab sich, dass die Balkenköpfe am Dach des Schiffes und am Turm unter einer Ummantelung verrottet waren. Auch sie mussten aufwendig repariert werden. Für weitere 4.189 DM wurden das nördliche der beiden südlichen Chorfenster sowie die Fenster im Kirchenschiff ausgebaut, gesichert und repariert. 1994 gelangten die restaurierten Chorfenster wieder an ihren alten Platz. Ein Architekturbüro aus Stralsund erstellte eine Planung für die weiteren Sanierungsarbeiten. Die drei östlichen Chorfenster wurden ausgebaut und eine automatische Turmuhr- und Läuteanlage für 22.357 DM eingebaut. Ein Jahr später wurden die Planungen für die Sanierung mit der Erstellung eines statischen Gutachtens, eines Baugrundgutachtens und eines Holzschutzgutachtens fortgeführt. 1996 wurde in einem ersten Bauabschnitt das Kirchenschiff saniert. Dies umfasste insbesondere die Sanierung der Dachkonstruktion sowie die Notsicherung des Turmdaches. Ein Jahr später gelangten die östlichen Chorfenster nach einer fachmännischen Restaurierung an ihren vorgesehenen Platz. Gleichzeitig begann der zweite Bauabschnitt, der eine Sanierung des Chorraumes für 315.000 DM beinhaltete. Für weitere 220.000 Euro baute die Gemeinde eine Heizung ein. 1998 sanierte sie die Kanzel und in einem dritten Bauabschnitt den Kirchturm. Die Kosten hierfür betrugen rund 530.000 DM. 1999 wurde die Treppenanlage vervollständigt, ebenso das Geläut.
Bei der Kirch- und Marktplatzsanierung im Jahr 2000 wurden gleichzeitig eine Drainierung des Traufenbereiches durchgeführt, vorher aber die Grundmauern abgedichtet und danach ein Traufenpflaster eingebaut. Die Archäologen entdeckten dabei nicht nur Artefakte aus der Steinzeit, sondern auch eine in die Kirchenmauer eingebaute Steinmühle aus dieser Zeit und einen bronzezeitlichen Schälchenstein. Nach 2000 begann die Restaurierung bzw. die originale Erneuerung der Ausmalung von vor 1935. Im Jahr 2020 konnte mit Hilfe einer zweckgebundenen Spende von 30.000 Euro und Mitteln des Landes sowie der Kirche mit den Arbeiten am Mauerwerk begonnen werden. Die Mittel reichen aus, um die Nord- und Südfassade zu sanieren. Für den Ostgiebel sowie den Turmsockel fehlen zurzeit (Stand Oktober 2020) die finanziellen Mittel.

## Gebäude

Grundriss der Nikolai-Kirche um 1850

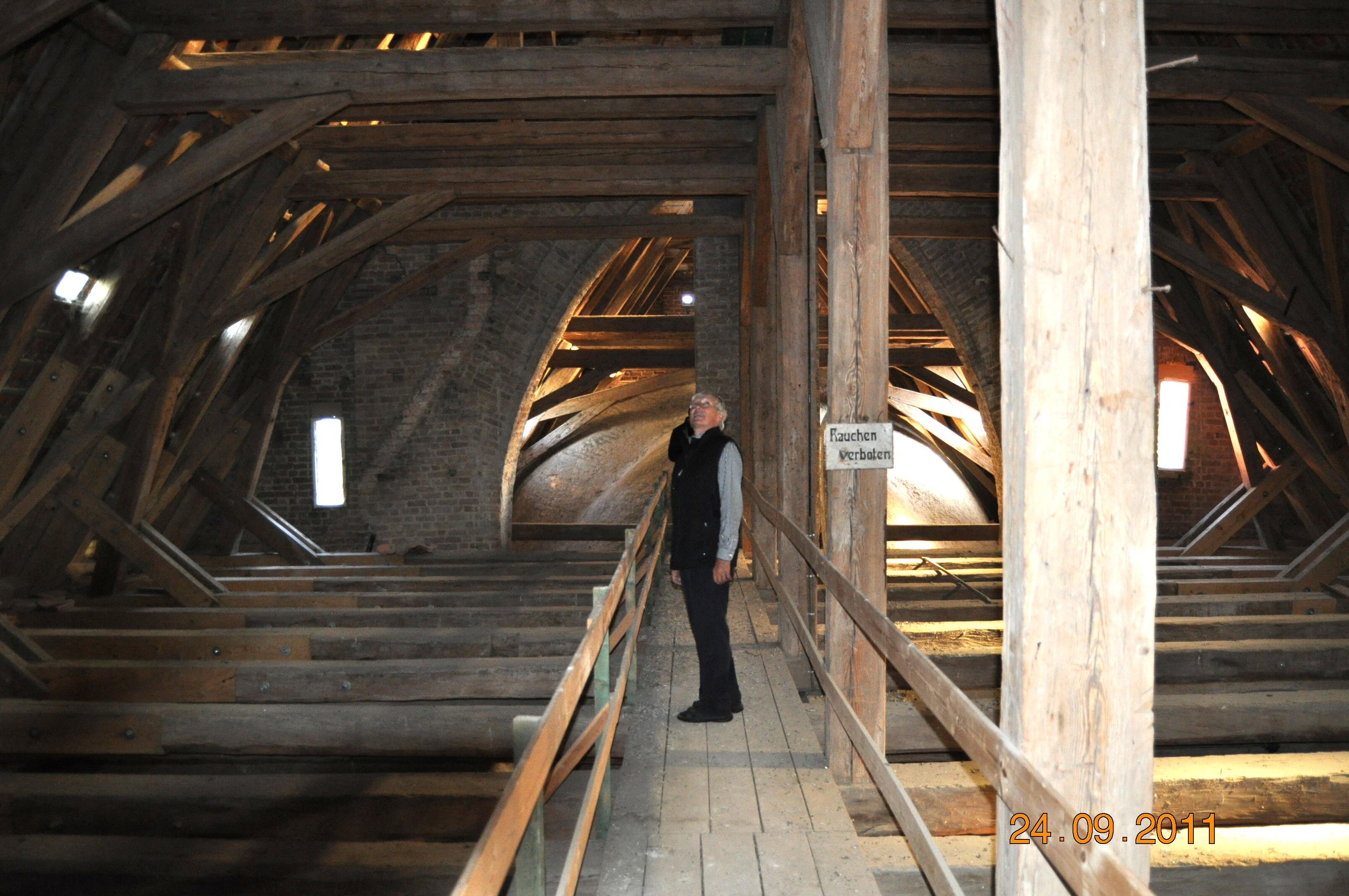
Nikolaikirche Balkenwerk über dem Gewölbe

Die Kirche ist ein sorgfältig geschichteter Feldsteinbau mit Architekturgliedern aus Backstein und einem Westturm. Die Backsteingiebel besitzen Blendengliederungen.
Der annähernd quadratische und ein Joch lange Chor stellt den ältesten Teils des Gebäudes dar. Er ist eingezogen und an seiner Nordseite befindet sich eine kuppelgewölbte Sakristei mit einer halbkreisförmig überwölbten Tür. Die Priesterpforte und das Südportal, beide mit schwarz glasierter Laibung, sind zugemauert. Insbesondere das spitzbogenförmige Südportal diente vor dem Bau des Turms als Zugang.
Im Inneren besitzt der Chor ein kuppelartiges Kreuzrippengewölbe. Alle Teile von Wand und Gewölbe sind intensiv schablonenartig ausgemalt. Die Ausmalungen, die 1934/1935 übertüncht worden waren, wurden im Zuge der Sanierung in den 1990er Jahren wieder freigelegt. Die Ostwand ist mit einer Dreifenstergruppe mit einer schrägen Laibung versehen, die von einem darüber liegenden Giebel mit Putzblenden und einem Rundbogenfries überspannt wird. An der Südseite befinden sich zwei Fenster, die die Form der Fenster an der Ostwand aufnehmen. An der Nordseite des Chors ist ein Fenster eingelassen.
Das nördliche Portal des dreijochigen Kirchenschiffes stammt aus dem Jahr 1881. Ein gedrückt spitzbogiger und breiter Triumphbogen verbindet das Kirchenschiff mit dem Chor. Am nördlichen Teil ist ein Zitat aus dem 1. Brief des Paulus an Timotheus ((1 Tim 2,4 )) aufgemalt: „Gott will, daß allen Menschen geholfen werde und sie zur Erkenntnis der Wahrheit kommen. 1 Tim. 2,4“. Das Kreuzrippengewölbe stammt aus dem Umbau im 15. Jahrhundert und ruht auf zentralen Stützpfeilern im Kircheninneren. Es wurde im Westen durch eine seinerzeit noch vorhandene Wand abgefangen. Im Osten diente ein quadratischer Pfeiler vor dem Triumphbogen als Gegenlager. Dadurch entstand eine optische Trennung zwischen Chor und Schiff, die vermutlich durch einen Lettner noch verstärkt wurde. Die Schiffswände fußen auf einem einfachen abgeschrägten Sockel aus Granit, der sich um das Kirchenschiff zieht und nur an den Portalen unterbrochen ist. Am Chor fehlt dieser Sockel; an der westlichen Seite wird er weitgehend vom später angebauten Kirchturm überdeckt. Die Fenster waren ursprünglich deutlich kleiner, höher liegend und zweiteilig. Blenden und Fenster wechselten sich dabei ab, wie ein Baubefund sowie eine Fotografie aus dem Jahr 1878 der Nordseite des Gebäudes zeigen. Ein leicht spitzbogiger Bogenfries verläuft unterhalb des Dachgesims und zieht sich bis in die Giebelwände hinein. Auch er ist an der Westwand weitgehend vom Turm überdeckt. Das Traufgesims sowie der Bogenfries an der Nord- und Südwand stammen von Ausbesserungsarbeiten nach dem Brand im Jahr 1729 bzw. von der Erneuerung in den 1880er Jahren. Der Westgiebel war ursprünglich mit zweiteiligen Spitzbogenblenden gegliedert. Dies ist innerhalb des Turms an einem nicht vermauerten Feld zu sehen.
Die bereits vorher mehrfach umgebauten Obergeschosse des Turmes wurden unter der Leitung von Theodor Prüfer neugotisch hergerichtet. Der Turm besitzt eine vierseitige Giebelbekrönung mit einem achtseitigen kupferbeschlagenen Spitzhelm.
Von Haselberg gibt in seiner Dokumentation die Gesamtlänge der Kirche mit 42,97 Metern bei einer Breite von 19,45 Metern an. Der Chor ist 12,82 Meter hoch; die Spannweiten des Chorgewölbes betragen 9,50 Meter sowie 10,87 Meter. Die Sakristei ist 5,53 Meter lang und 6,15 Meter hoch. Ihre lichte Höhe beträgt vier Meter.

## Ausstattung

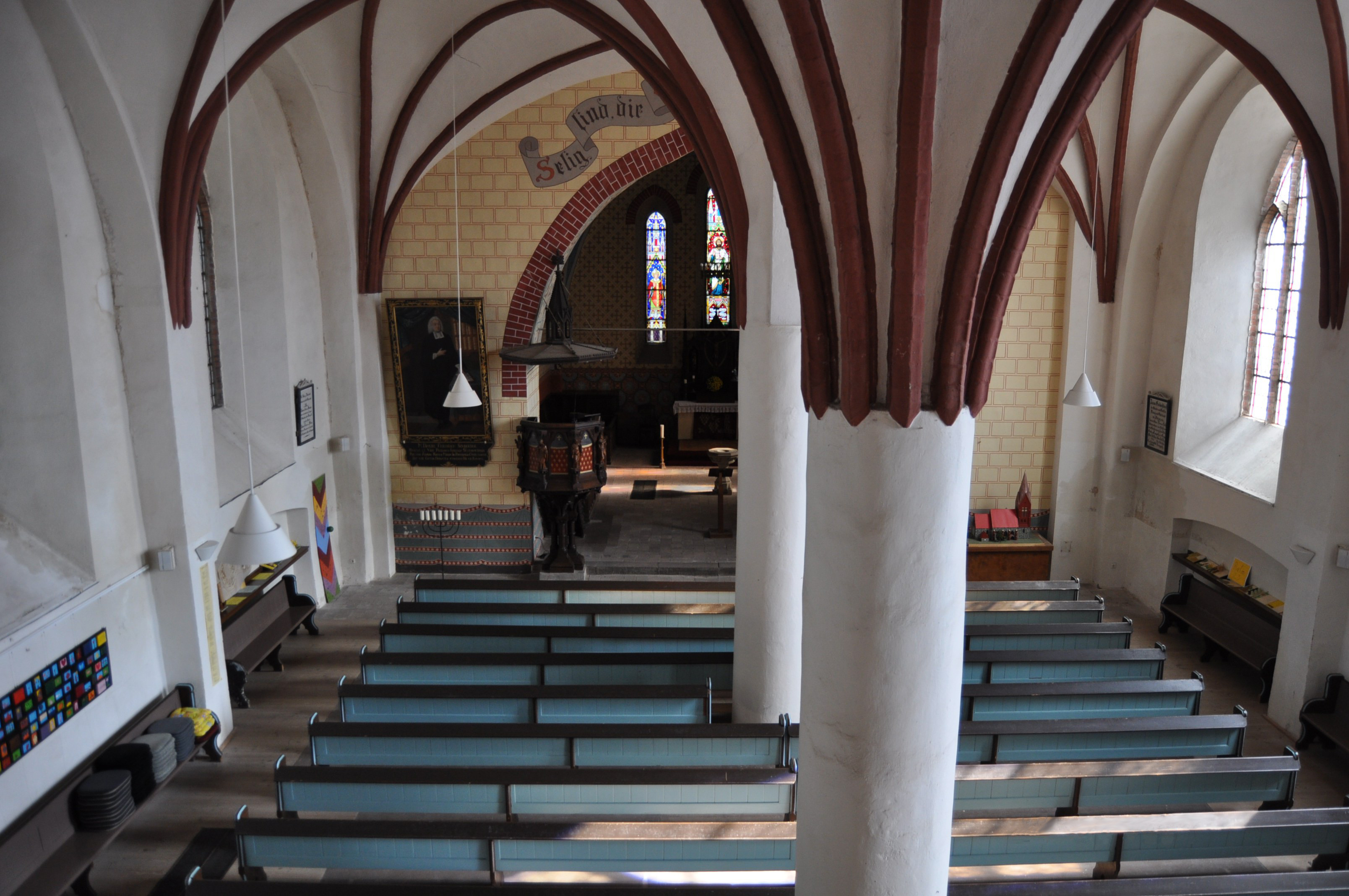
Blick von der Orgelempore

Die Kirche besitzt eine neugotische Ausstattung. Das hölzerne Altarretabel mit Kreuzigungsgruppe, die Kanzel mit Schalldeckel, Taufe, Gestühl und Orgelprospekt stammen aus den Jahren 1881 bis 1883. Im Nordschiff befindet sich ein Bildnis des Magisters Daniel Friedrich Schröder, der von 1749 bis 1766 Vizepleban in Gützkow war. Daneben existieren ein zweireihiger Hängeleuchter mit je acht Armen aus Messing aus dem Jahr 1745 sowie ein weiterer Leuchter mit je sieben Armen aus dem Jahr 1752.
Im Chor befinden sich Fenster mit Glasmalereien, die zwischen 1993 und 1997 restauriert wurden. Das Nordfenster zeigt Martin Luther, die Ostfenster stellen Otto von Bamberg, den segnenden Christus und Nikolaus von Myra als Namenspatron der Kirche dar. Die beiden Südfenster zeigen die Apostel Simon Petrus und Paulus von Tarsus.
Das Geläut besteht aus vier Glocken. Die älteste wurde 1798 von Gottlieb Metzger in Stralsund gegossen. Für die in den beiden Weltkriegen zur Kriegsmaterialgewinnung abgegebenen anderen vier Glocken wurden 2000 drei neue der Heilbronner Glockengießerei Bachert geweiht.

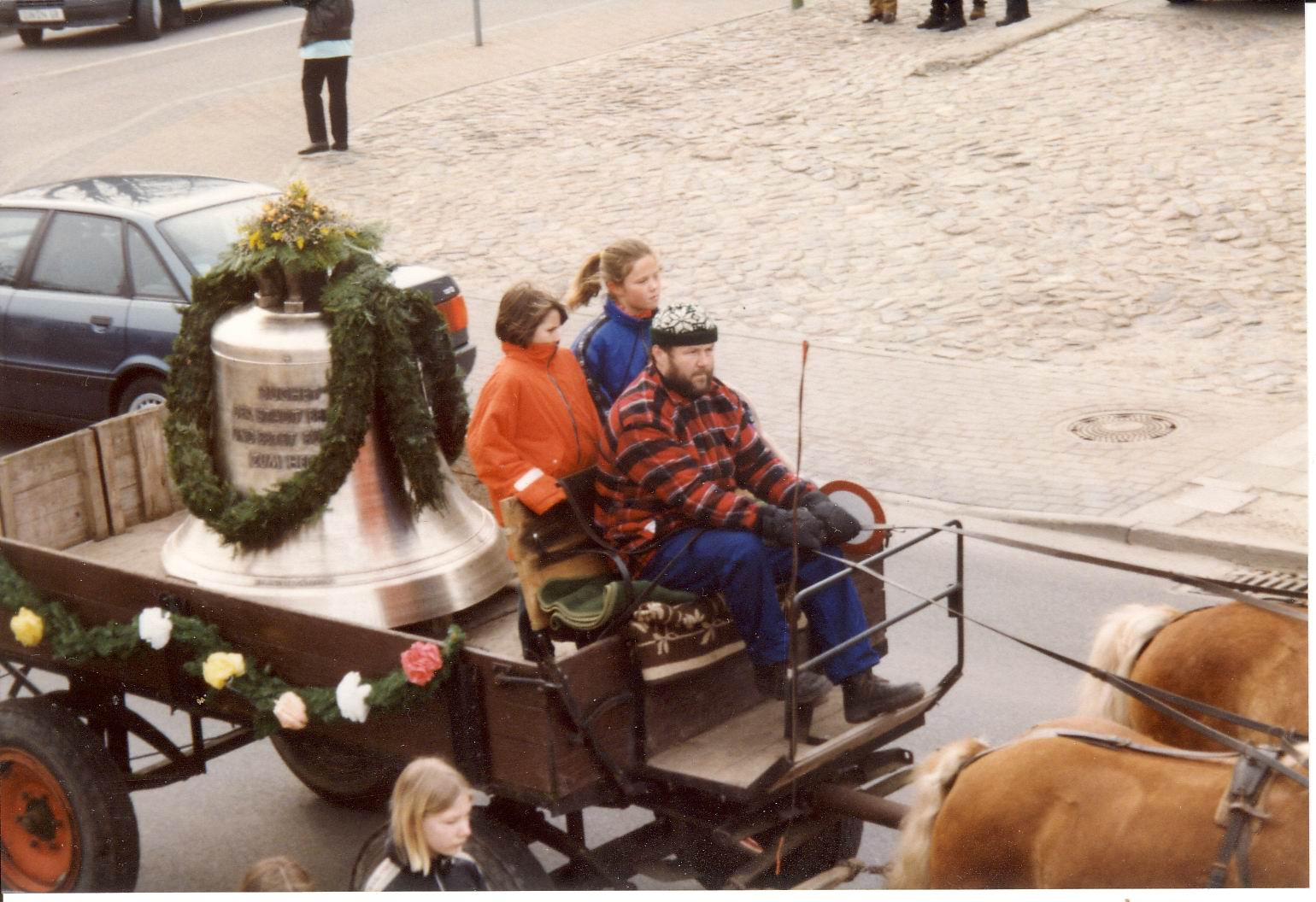
Glockenrundfahrt durch Gützkow 2000

## Orgel

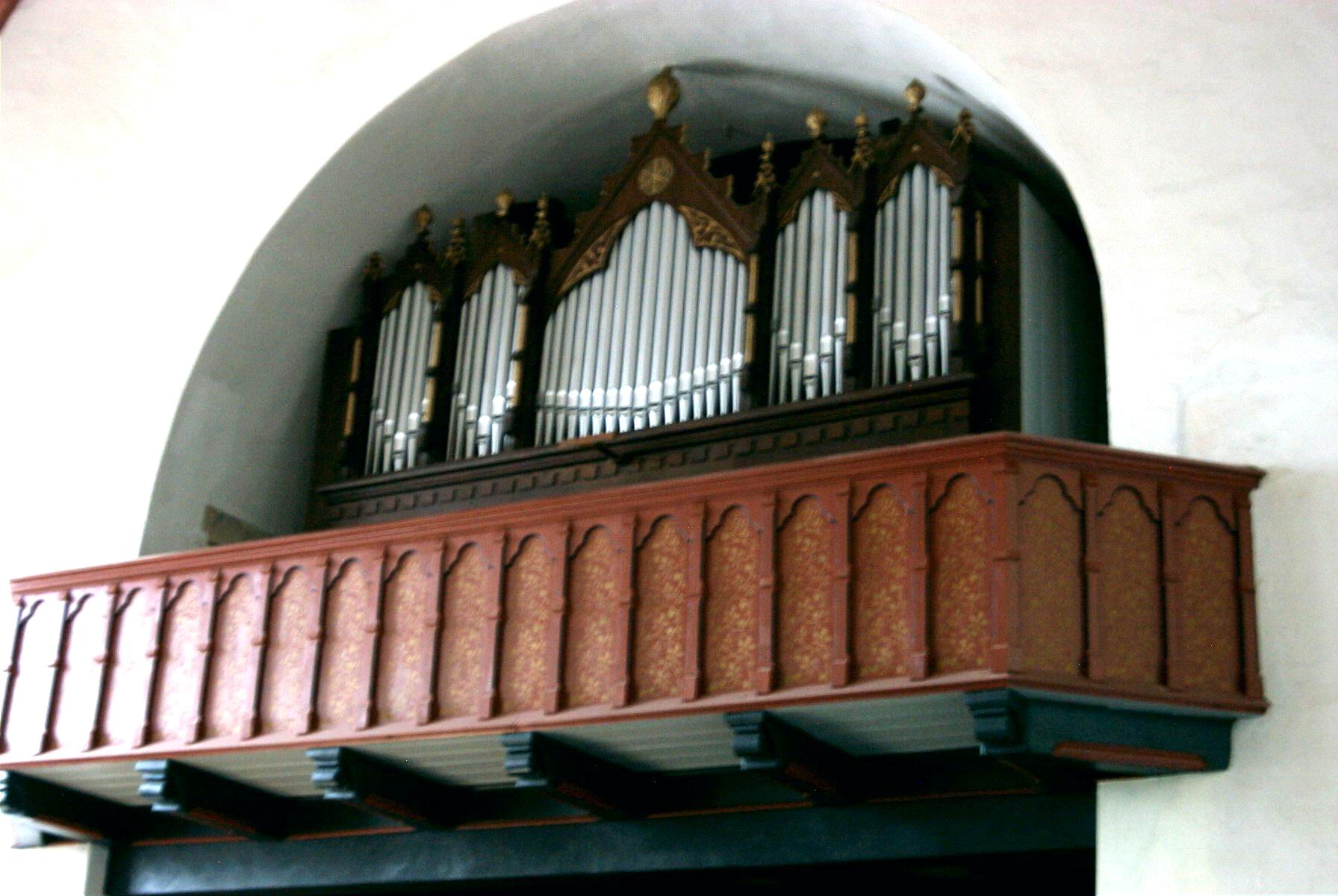
Buchholz-Orgel in Nikolaikirche

Die Buchholz-Orgel stammt aus dem Jahr 1831. Sie wurde 1883 durch die Firma Wilhelm Sauer in die Nische des Turmes verlegt, erweitert und umgestaltet. 1915 erfolgte durch die Stettiner Firma Grüneberg ein Umbau der Traktur. Die Rochlitzer Firma Schmeisser führte 1965 eine klangliche Umgestaltung durch. Auf den Zustand von 1915 wurde die Orgel bei einer kompletten Restaurierung zwischen 1998 und 2000 durch die Firma Sauer aus Müllrose gebracht. Sie weist folgende Disposition auf:
| I Hauptwerk C–f3 |            |       |
| 1.               | Bordun     | 16′   |
| 2.               | Principal  | 8′    |
| 3.               | Gamba      | 8′    |
| 4.               | Hohlflöte  | 8′    |
| 5.               | Gedackt    | 8′    |
| 6.               | Octave     | 4′    |
| 7.               | Spitzflöte | 4′    |
| 8.               | Quinte     | 2 ⁄3′ |
| 9.               | Oktave     | 2′    |
| 10.              | Mixtur III |       |
| 11.              | Trompete   | 8′    |

| II Schwellwerk C–f3 |                 |    |
| 12.                 | Geigenprincipal | 8′ |
| 13.                 | Konzertflöte    | 8′ |
| 14.                 | Rohrflöte       | 8′ |
| 15.                 | Aeoline         | 8′ |
| 16.                 | Vox celeste     | 8′ |
| 17.                 | Fugara          | 4′ |
| 18.                 | Flauto dolce    | 4′ |

| Pedal C–d1 |            |     |
| 19.        | Subbass    | 16′ |
| 20.        | Octavbass  | 8′  |
| 21.        | Violonbass | 8′  |
| 22.        | Cello      | 8′  |
| 23.        | Octave     | 4′  |

- Koppeln:
  - Normalkoppeln: II/I, I/P, II/P
  - Suboktavkoppeln: I/I, II/II
  - Superoktavkoppeln: I/I, II/II
- Spielhilfen: Piano, Mezzoforte, Forte, Tutti, Piano-Pedal, Ausschalter Handregister, Ausschallter Rollschweller, Crescendowalze

## Historische Ansichten

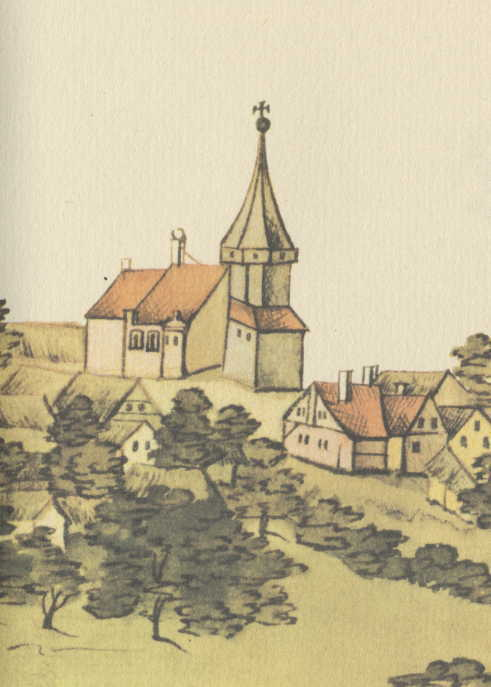
Ansicht ca. 1611/15. Detail aus der Stralsunder Bilderhandschrift
Nikolai-Kirche nach Wiederaufbau 1730
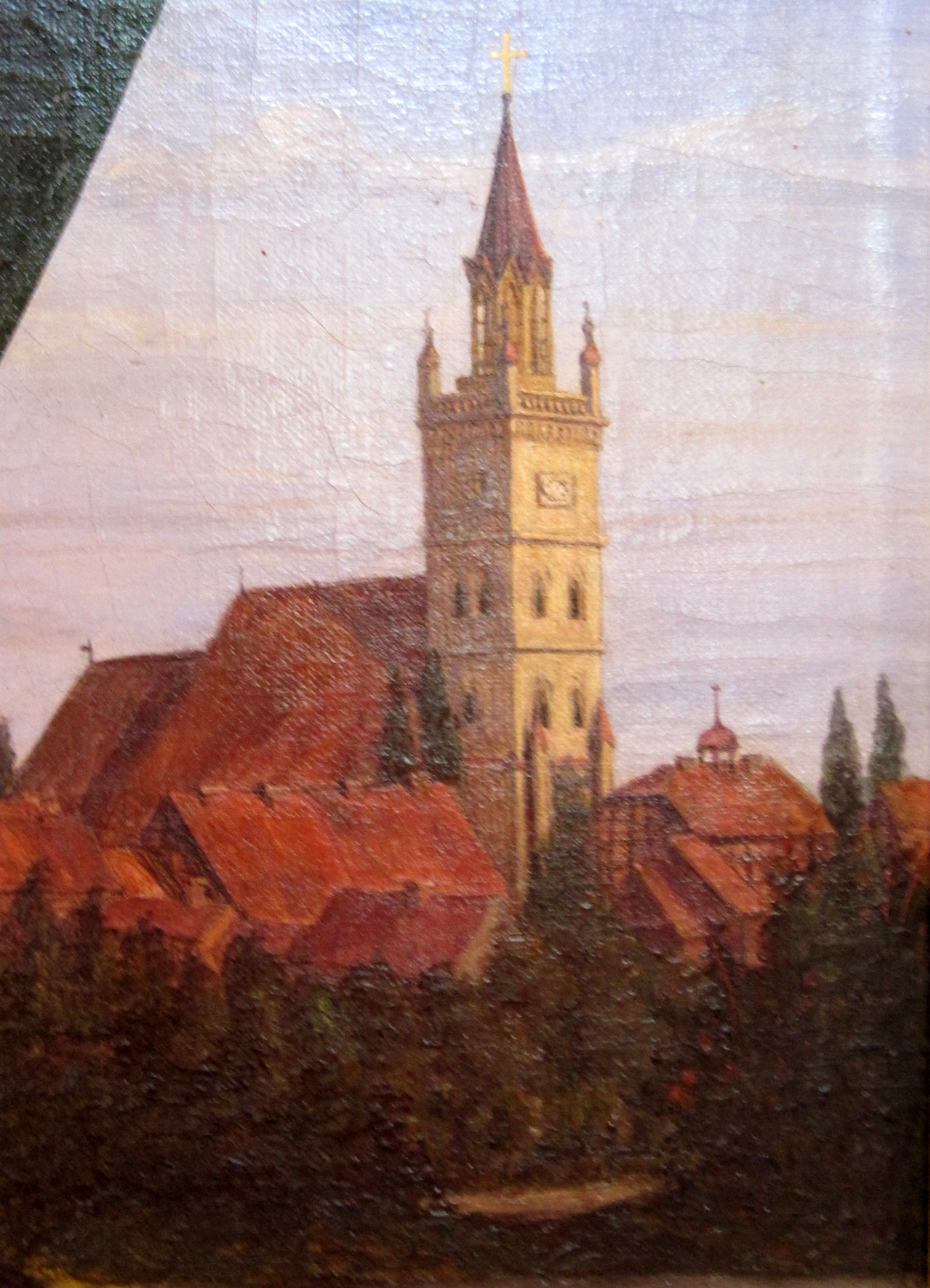
Aussehen im Jahre 1842. Detail eines Gemäldes von Georg Friedrich Bolte (1814–1877)
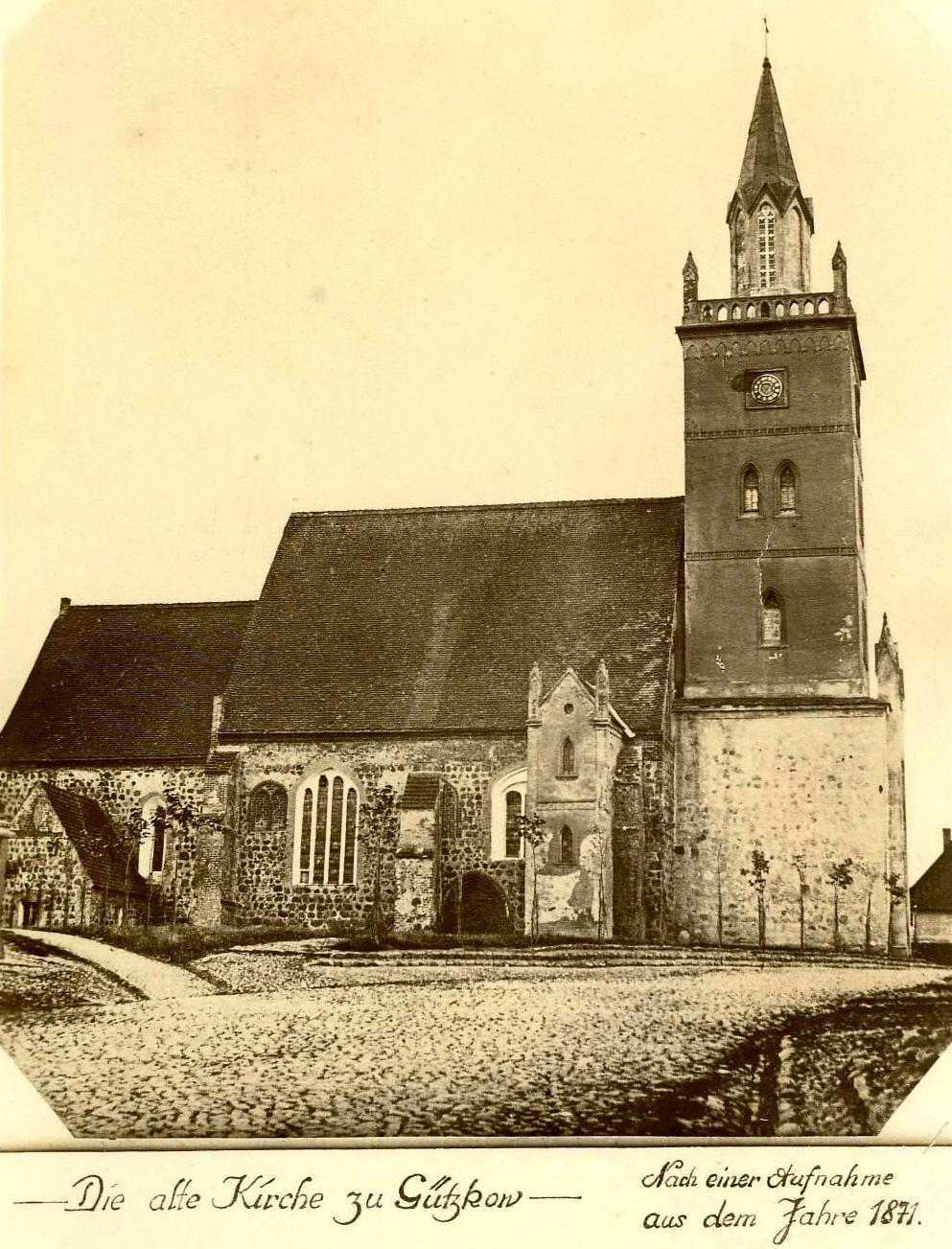
Fotografie von 1871
Nikolaikirche von Norden 1900
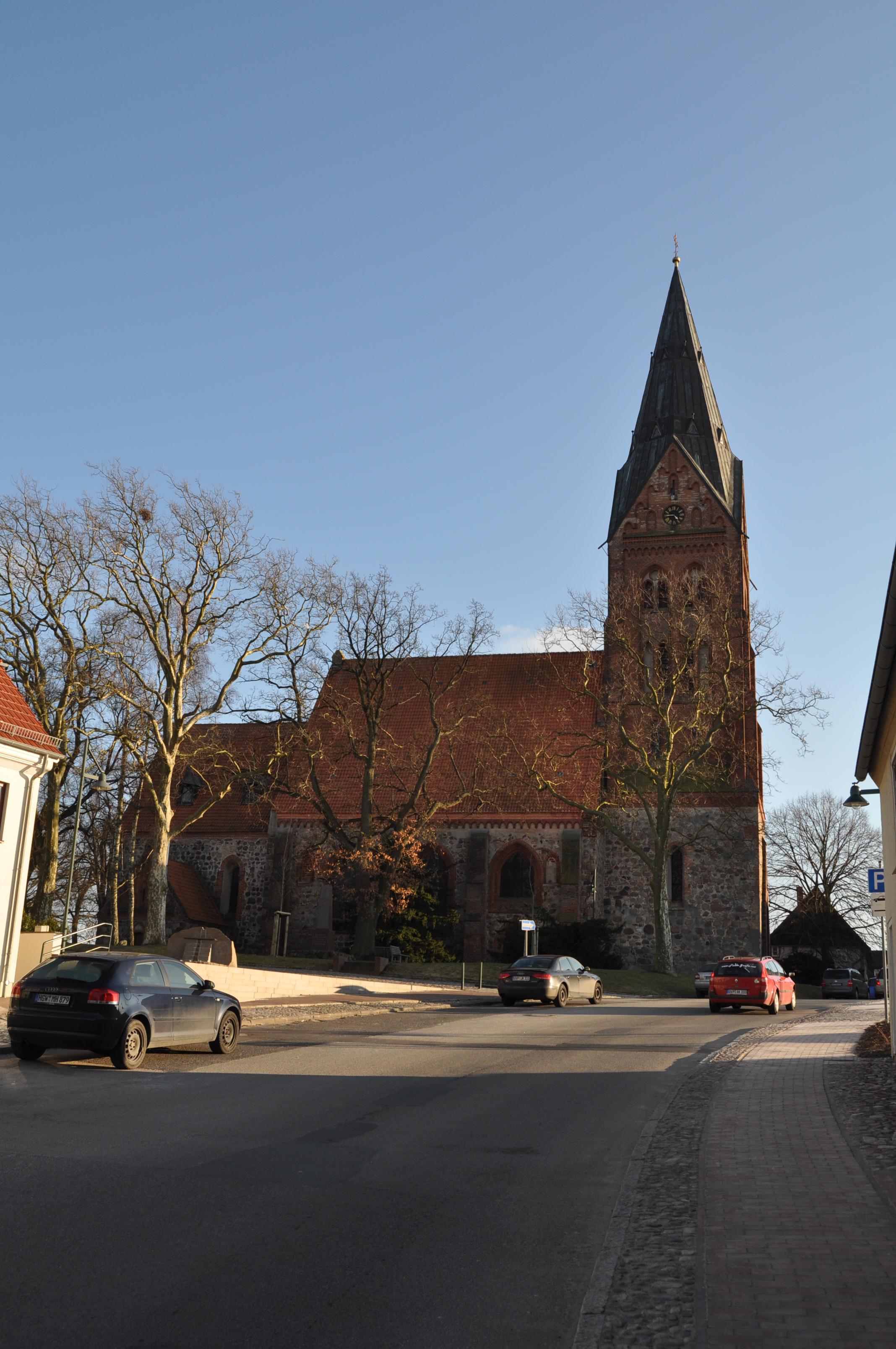
Nikolaikirche von Norden 2011

## Skulptur „Steigen und Stürzen“
Seit 2013 befindet sich vor dem nördlichen Kirchenschiff eine Skulptur des Rostocker Bildhauers Wolfgang Friedrich. Sie trägt den Titel Steigen und Stürzen und besteht aus zwei symmetrisch angeordneten Steinplatten auf die Figuren aus Bronze aufgebracht wurden. Sie scheinen nach oben zu schweben. Je eine Figur auf der Platte ist einem Kopf nachempfunden. Sie wurden wie Türklinken an dem Werk angebracht. Die Steinplatten symbolisieren „Aufbrüche in der Gesellschaft, in denen Aufstieg und Fall eng miteinander verbunden sind“. Daneben gibt es jedoch noch eine weitere Interpretation, nach der die Zweiteilung an das Jüngste Gericht erinnern soll. In dem linken Teil der Skulptur fahren „die Seeligen in den Himmel“ auf, während „rechts die Verdammten in die Hölle herabstürzen“.